# Ekenäs
Ekenäs (fiń. Tammisaari) – miasto w południowej Finlandii, u wejścia do Zatoki Fińskiej, około 14,8 tys. mieszkańców. Od 1 stycznia 2009, razem z miastami Pohja i Karis tworzy gminę Raseborg. Jest położone na terenie regionu Uusimaa. Stanowi doskonałą bazę wypadową do Parku Narodowego Archipelagu Ekenäs.
Miasto jest dwujęzyczne, przy czym większość mieszkańców posługuje się językiem szwedzkim (ok. 83%), natomiast mniejszość na co dzień używa języka fińskiego (ok. 15%).